# Blindspot
Blindspot è una serie televisiva statunitense creata da Martin Gero con protagonisti Jaimie Alexander e Sullivan Stapleton e trasmessa per cinque stagioni sulla NBC.

## Trama
Un borsone viene lasciato incustodito nel centro di Times Square. L'anomalo episodio fa scattare un allarme bomba con evacuazione immediata della piazza. Durante l'intervento di una squadra artificieri si scopre che al suo interno si cela una donna spaesata, priva di vestiti, con il corpo coperto da misteriosi tatuaggi e senza alcun ricordo. Uno dei tanti tatuaggi la collega all'FBI e ad un agente in particolare, Kurt Weller, di cui ha tatuato il nome sulla schiena. La donna, chiamata Jane Doe in assenza della sua reale identità, viene affidata ad una squadra speciale dell'FBI composta dagli agenti Kurt Weller, Edgar Reade, Natasha Tasha Zapata e Patterson. Da subito risulta evidente la natura enigmatica dei tatuaggi, nonostante non si sia a conoscenza di chi li abbia realizzati, che condurrà la squadra ad indagare su crimini misteriosi e di elevata importanza.

## Episodi
| Stagione         | Episodi | Prima TV originale | Prima TV Italia |
| ---------------- | ------- | ------------------ | --------------- |
| Prima stagione   | 23      | 2015-2016          | 2016            |
| Seconda stagione | 22      | 2016-2017          | 2016-2017       |
| Terza stagione   | 22      | 2017-2018          | 2018            |
| Quarta stagione  | 22      | 2018-2019          | 2019            |
| Quinta stagione  | 11      | 2020               | 2020-2021       |

## Personaggi e interpreti

### Personaggi principali
- Jane Doe (stagioni 1-5), interpretata da Jaimie Alexander[1], doppiata da Federica De Bortoli.
Misteriosa ragazza dal corpo interamente tatuato, ritrovata all'interno di un borsone abbandonato a Time Square dopo aver perso totalmente la memoria. Elemento chiave della saga, con le fondamentali informazioni riportate sul suo corpo aiuta la squadra dell'FBI a indagare su crimini particolarmente importanti. Inizialmente si pensa essere Taylor Shaw, amica d'infanzia di Weller scomparsa 25 anni prima, ma alcune prove fanno pensare al contrario. Nella seconda stagione si scopre che il suo vero nome è Alice Kruger, detta Remi, figlia adottiva della terrorista Shepherd. Nella terza stagione sposa Weller e scopre di avere una figlia, Avery.
- Kurt Weller (stagioni 1-5), interpretato da Sullivan Stapleton[2], doppiato da Marco Vivio. 
Agente speciale e vicedirettore dell'FBI Critical Incident Response Group. Lui avrà il compito di portare Jane in missione nei casi che la riguardano. Quando ha 10 anni la sua migliore amica scompare e tutte le colpe sembrano ricadere proprio sul padre, ma che nega tutto, a seguito di ciò non ha rapporti con il padre. Quando Jane viene ritrovata spera tanto che sia la sua amica scomparsa Taylor. Nella terza stagione sposa Jane Doe.
- William Patterson (stagione 1-5), interpretata da Ashley Johnson[3], doppiata da Domitilla D'Amico.
Agente dell'FBI a capo del settore informatico del distretto.  Grazie alle sue intuizioni e alla sua estrema conoscenza nell'ambito della programmazione, risulta un elemento fondamentale per la squadra nella risoluzione degli enigmi dei tatuaggi di Jane. Tutti i suoi rapporti sentimentali sono ostacolati dal lavoro, in particolare resta molto ferita dal tradimento di Borden, che cerca anche di ammazzarla, tanto da lasciare l'FBI per fondare una propria società di videogiochi nella silicon-valley. Insieme a Rich.com e un'altra hacker creano un gruppo di "Robin Hood" sulla rete, che poi lascia insieme a Rich.com. Nel finale di serie, dopo la sua rimozione dall'FBI, lei e Rich diventano cacciatori di tesori.
- Natasha "Tasha" Zapata (stagioni 1-5), interpretata da Audrey Esparza[4], doppiata da Perla Liberatori. 
Agente dell'FBI ed ex ufficiale del NYPD. Membro della squadra di Weller, ha un forte rapporto di amicizia e complicità con Reade e Patterson. Nella prima stagione ha debiti di gioco e per ripagarli fa uno scambio con Carter, vice direttore della CIA, i soldi per pagare l'informatore in cambio del fascicolo del FBI su Jane. Ha avuto una relazione con Reade nella terza stagione e tra la fine della quarta stagione e l'inizio della quinta. Nella terza stagione lascia l'FBI per trasferirsi alla CIA, e nella quarta stagione la fanno infiltrare come guardia prima di Blake Crawford e poi, dopo la morte di quest'ultima, di Madeleine Burke. In seguito, nella quinta stagione, dopo la morte di Reade, scopre di essere incinta e dà alla luce un figlio in off-screen poco prima della fine della serie; dopo il congedo dal FBI fa la detective privata.
- Edgar Reade (stagioni 1-4, guest stagione 5), interpretato da Rob Brown[5], doppiato da Gianfranco Miranda.
Agente dell'FBI, membro della squadra di Weller con grandi capacità di combattimento, all'inizio è colui che più si oppone all'inserimento e utilizzo di Jane nella squadra.  Dopo l'abbandono di Weller diventa vicedirettore dell'FBI Critical Incident Response Group.  Ha avuto una relazione prima con Sarah, la sorella di Weller, poi con la giornalista Megan e infine con Zapata. Viene ucciso durante l'attacco organizzato da Madeleine Burke tramite un drone nel covo in Islanda dove lui, Zapata, Jane, Weller e Patterson si erano rifugiati. È il padre del figlio di Zapata anche se muore prima di saperlo.
- Dr. Robert Borden / Nigel Thornton (stagioni 1-2, ricorrente stagione 3, guest stagioni 4-5), interpretato da Ukweli Roach, doppiato da Fabrizio Manfredi.
Psicologo dell'FBI con l'incarico di prestare sostegno professionale ai membri del dipartimento che si trovano in difficili situazioni. Si rivela essere una delle talpe di Shepherd che ha il compito di informarla sulla fedeltà di Jane.  In passato lui e sua moglie facevano parte di un gruppo di "medici senza frontiere" che aiutò Jane quando venne ferita; dopo che sua moglie venne uccisa Jane lo assoldò affinché entrasse nell'FBI. Lo si presume morto dopo l'esplosione di una granata in un capanno sotto gli occhi di Patterson, così non è dato che la CIA lo recluta per lavorare sotto copertura. Nella quarta stagione aiuterà Jane con i suoi problemi di personalità, dopo aver recuperato i ricordi.
- Bethany Mayfair (stagione 1, guest stagione 2), interpretata da Marianne Jean-Baptiste, doppiata da Anna Cesareni. 
Vicedirettore dell'FBI. È l'agente con maggiore esperienza all'interno del distretto, riveste principalmente ruoli burocratici e di coordinamento della squadra, per questo non prende mai parte alla vera azione con la sua squadra.  Viene uccisa alla fine della prima stagione da Oscar, mentre cercava le prove della sua innocenza, perché era stata incastrata per omicidio.
- Nas Kamal (stagione 2, guest stagioni 3 e 5), interpretata da Archie Panjabi, doppiata da Antonella Baldini. 
Capo della Divisione Zero, un dipartimento segreto della NSA, che inizia a lavorare con la squadra di Kurt. Si dimette per assumersi le responsabilità dei fallimenti della task force. Ritorna in seguito, come agente della CIA, per aiutare la squadra in alcune occasioni, per esempio a catturare Ivy Sands, uno dei membri dell'organizzazione terroristica Dabbur Zhan e sicario di Madeleine Burke.
- Ian "Roman" Kruger (stagioni 2-3, ricorrente stagione 4, ospite stagione 5), interpretato da Luke Mitchell[6], doppiato da Emiliano Coltorti. 
Uno dei principali membri dell'organizzazione Sandstorm, secondo solo a Shepherd, e il fratello minore di Remi, alla quale era rimasto molto legato dopo la morte dei genitori. Lo si vede agire principalmente come sicario di Sheperd, che lo aveva adottato assieme alla sorella, e mostra estreme abilità nel combattimento. Dopo che Jane ha cancellato la memoria con lo ZIP, è rimasto sotto custodia dall'FBI. Nella seconda stagione, riacquista i suoi ricordi e si unisce a Shepherd nell'attacco alla sede dell'FBI. Nella terza stagione, escogita il suo piano di vendetta verso Jane, ma verso la fine della stagione viene ucciso da Blake Crawford che voleva vendicare il padre, per poi morire sotto gli occhi di Jane.
- Ellen "Shepherd" Briggs (stagione 2, guest stagione 3, ricorrente stagione 4), interpretata da Michelle Hurd, doppiata da Tiziana Avarista. 
Leader dell'organizzazione terroristica Sandstorm, su di lei si sa poco o nulla, in quanto anche attraverso falsi documenti riesce a celare sempre la sua vera identità.  Dopo aver liberato l'orfanotrofio dove Alice e Ian venivano addestrati in Sud Africa, è lei stessa ad adottarli, in quanto sarebbero stati considerati troppo pericolosi per essere affidati a qualcun altro.  Viene catturata verso la fine della seconda stagione dopo che Jane e Weller hanno sventato i suoi piani e viene imprigionata dalla CIA, fino a quando Jane, tornata con il suo vero nome di Remi, la libera. Tuttavia, viene uccisa proprio da quest'ultima per salvare Weller.
- Gord Enver / Rich.com (ricorrente stagioni 1-3, stagioni 4-5), interpretato da Ennis Esmer, doppiato da Roberto Gammino.
Eccentrico programmatore di computer divenendo in seguito uno dei migliori hacker e coinvolto in vari commerci illegali. Dopo i successi avuti in passato diventa un collaboratore dell'FBI. Insieme a Patterson e a un'altra hacker erano diventati un gruppo di "Robin Hood" del darkweb che rivelavano le azioni dei corrotti, per poi decidere di smettere.  Nel finale della serie, dopo la sua rimozione insieme alla sua squadra dall'FBI, lui e Patterson diventano cacciatori di tesori.
- Madeline Burke (ricorrente stagione 4, stagione 5), interpretata da Mary Elizabeth Mastrantonio, doppiata da Laura Boccanera.
Importante azionista della compagnia di Crawford che prende in mano la società dopo aver avvelenato Blake e tutti gli altri dirigenti. Inizia a lavorare con Zapata contro l'FBI (senza saperne che Zapata lavorasse nella CIA). Alla fine della quarta stagione causa un black-out sulla costa orientale e fa cadere la colpa sulla squadra per organizzazione terroristica, diventando anche il nuovo direttore dell'FBI come piano per vendicare suo padre, ucciso in un raid dall'FBI. Nella quinta stagione, organizza l'attacco con un drone per sterminare tutta la squadra in Islanda, ma a perdere la vita è soltanto Reade. In seguito Madeleine usa il suo potere per mettere in atto il piano di riformare tutti i governi del mondo cancellando tutti i ricordi delle persone (tra cui suo figlio) tramite lo ZIP. Tuttavia, i suoi piani falliscono grazie a Patterson, Zapata, Megan e anche a Weitz e all'analista Afreen Iqbal (per vendicare anche la morte della sua amica-collega Briana Ross, uccisa da Madeleine). Infine, muore suicida con del cianuro nel suo aereo privato davanti agli occhi di Zapata.

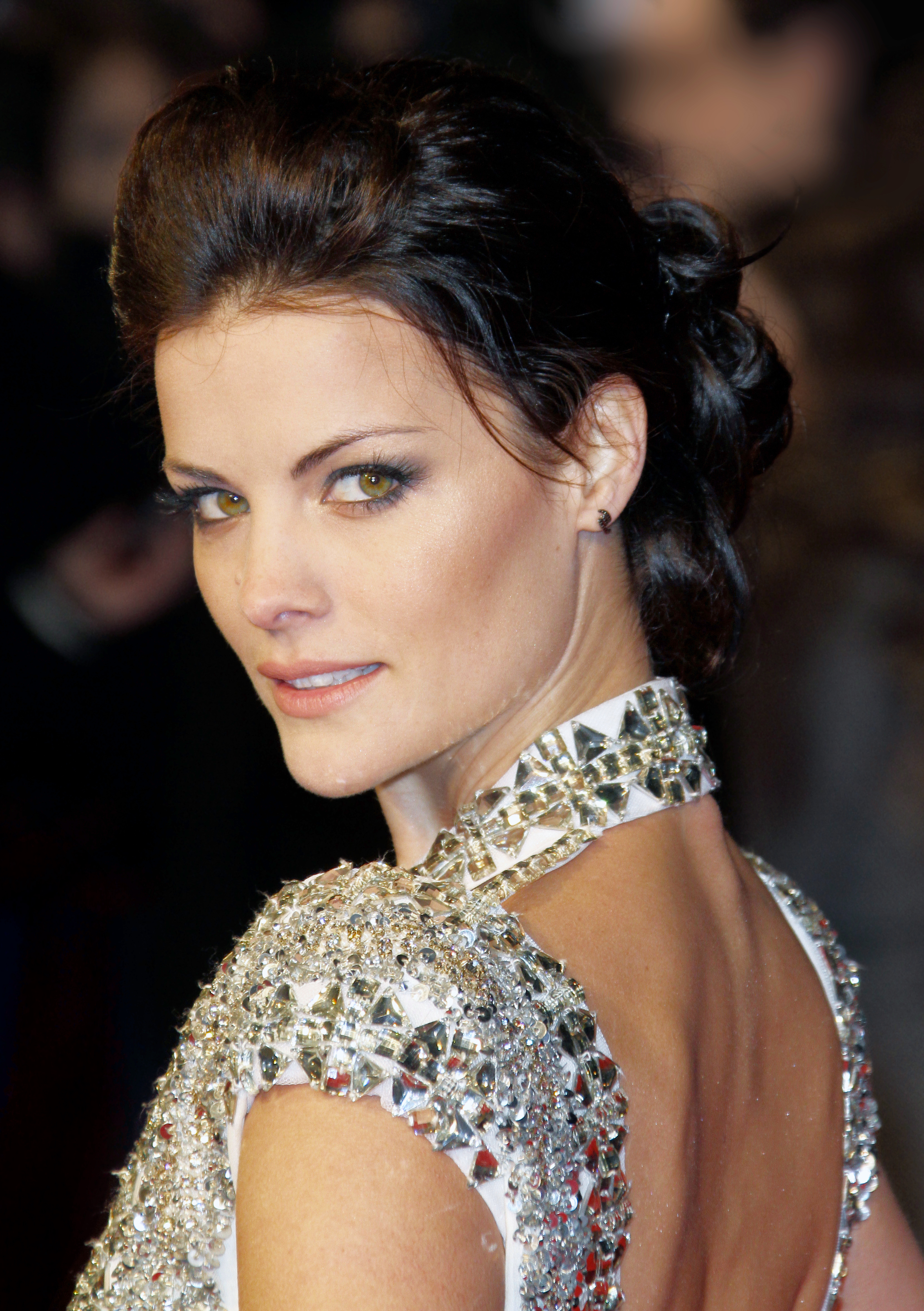
Jaimie Alexander interpreta Alice Remi Kruger aka Jane Doe
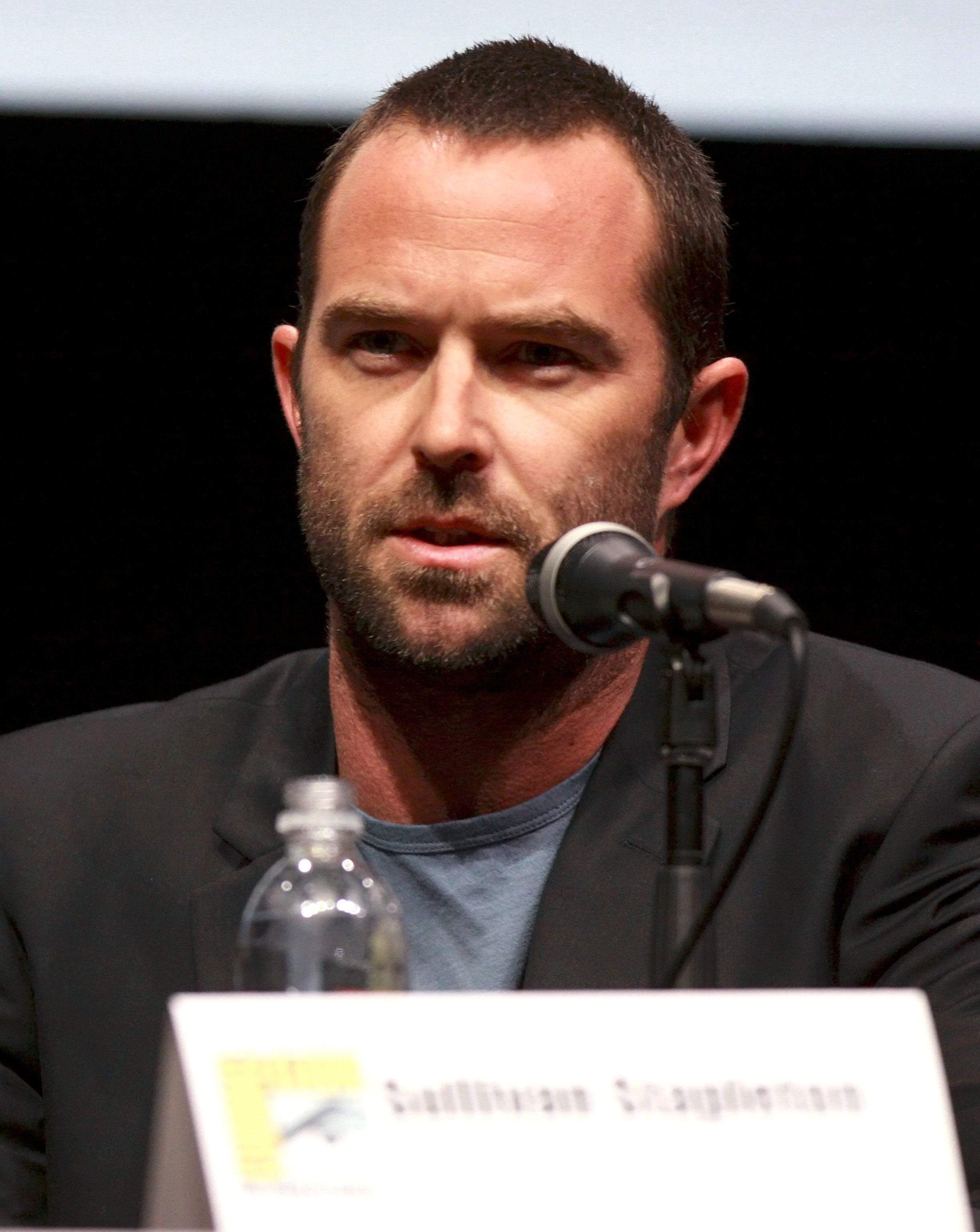
Sullivan Stapleton interpreta Kurt Weller
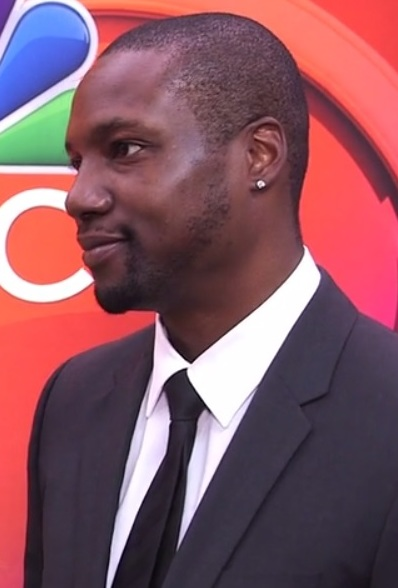
Rob Brown interpreta Edgar Reade
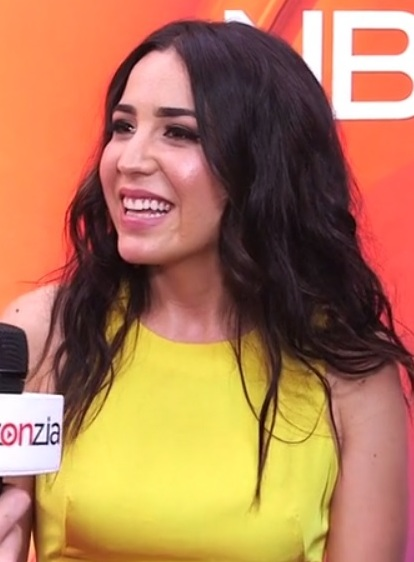
Audrey Esparza interpreta Natasha Zapata
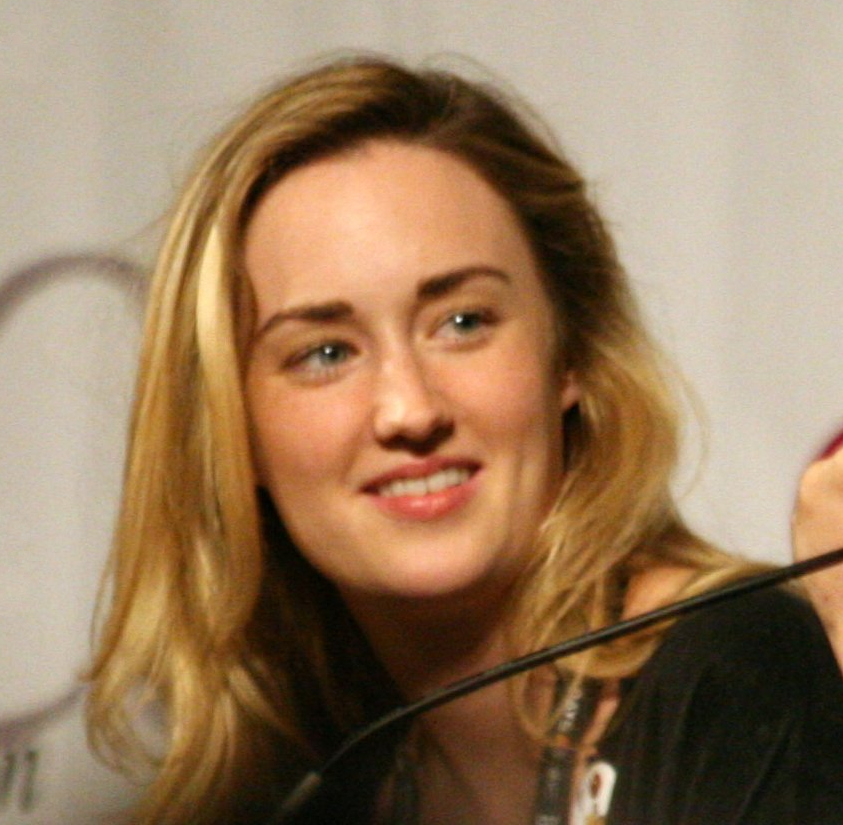
Ashley Johnson interpreta Patterson
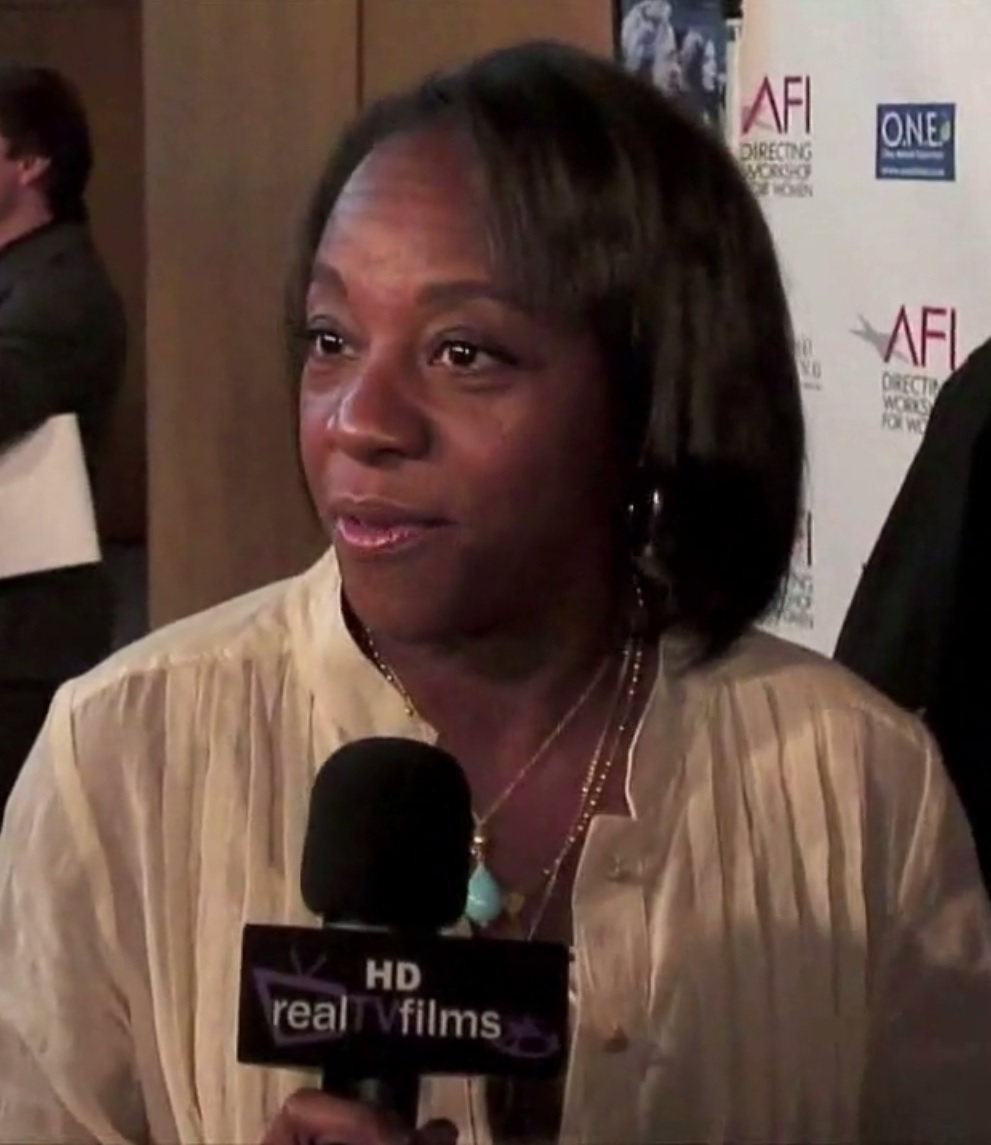
Marianne Jean-Baptiste interpreta Bethany Mayfair
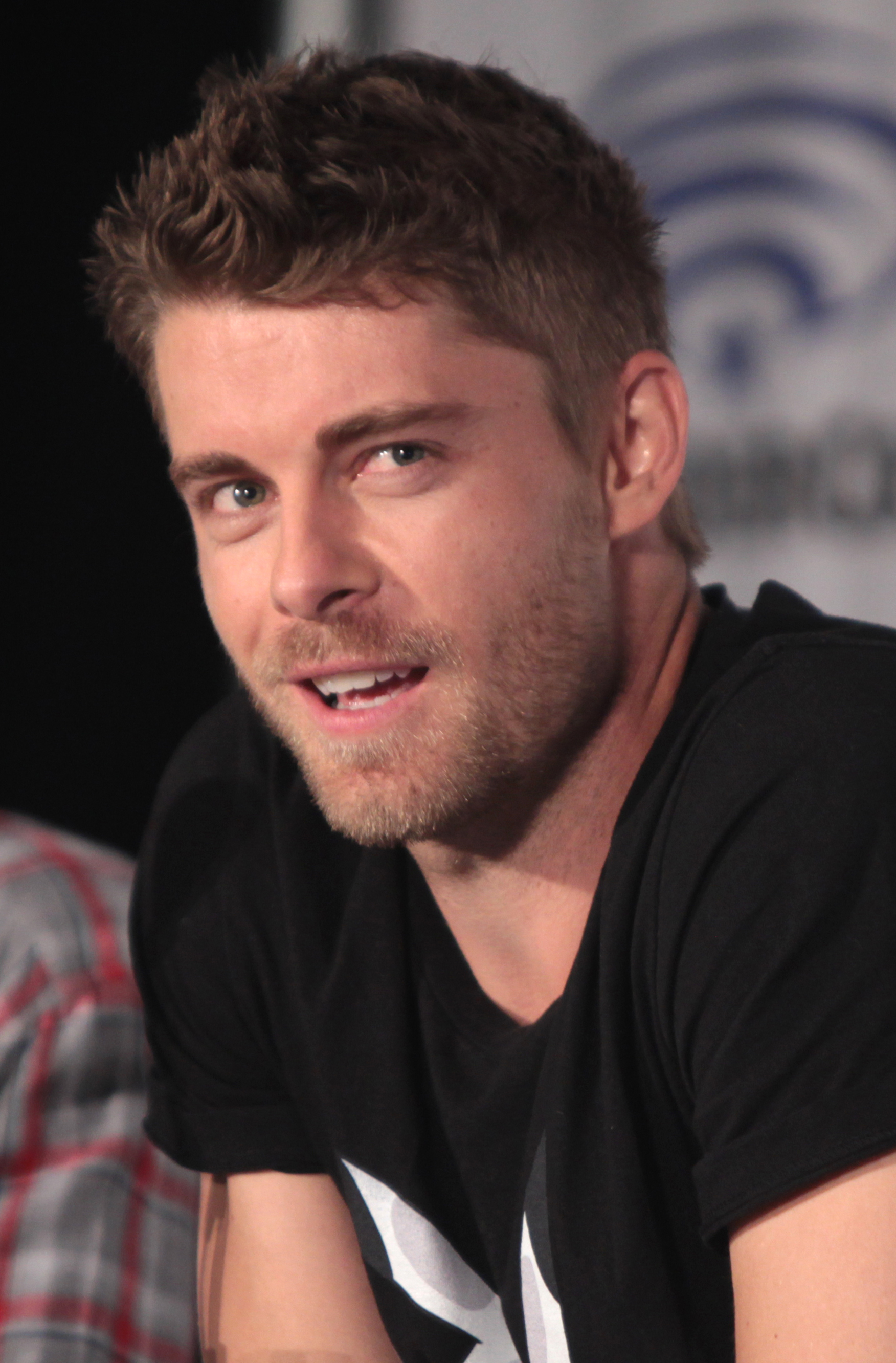
Luke Mitchell interpreta Roman
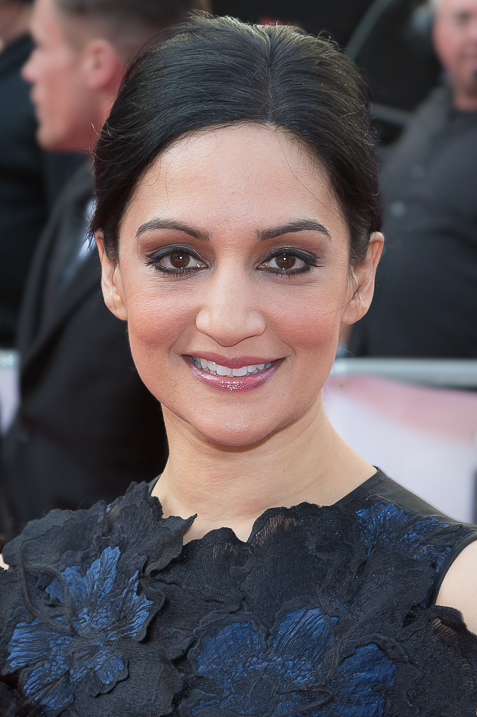
Archie Panjabi interpreta Nas Kamal
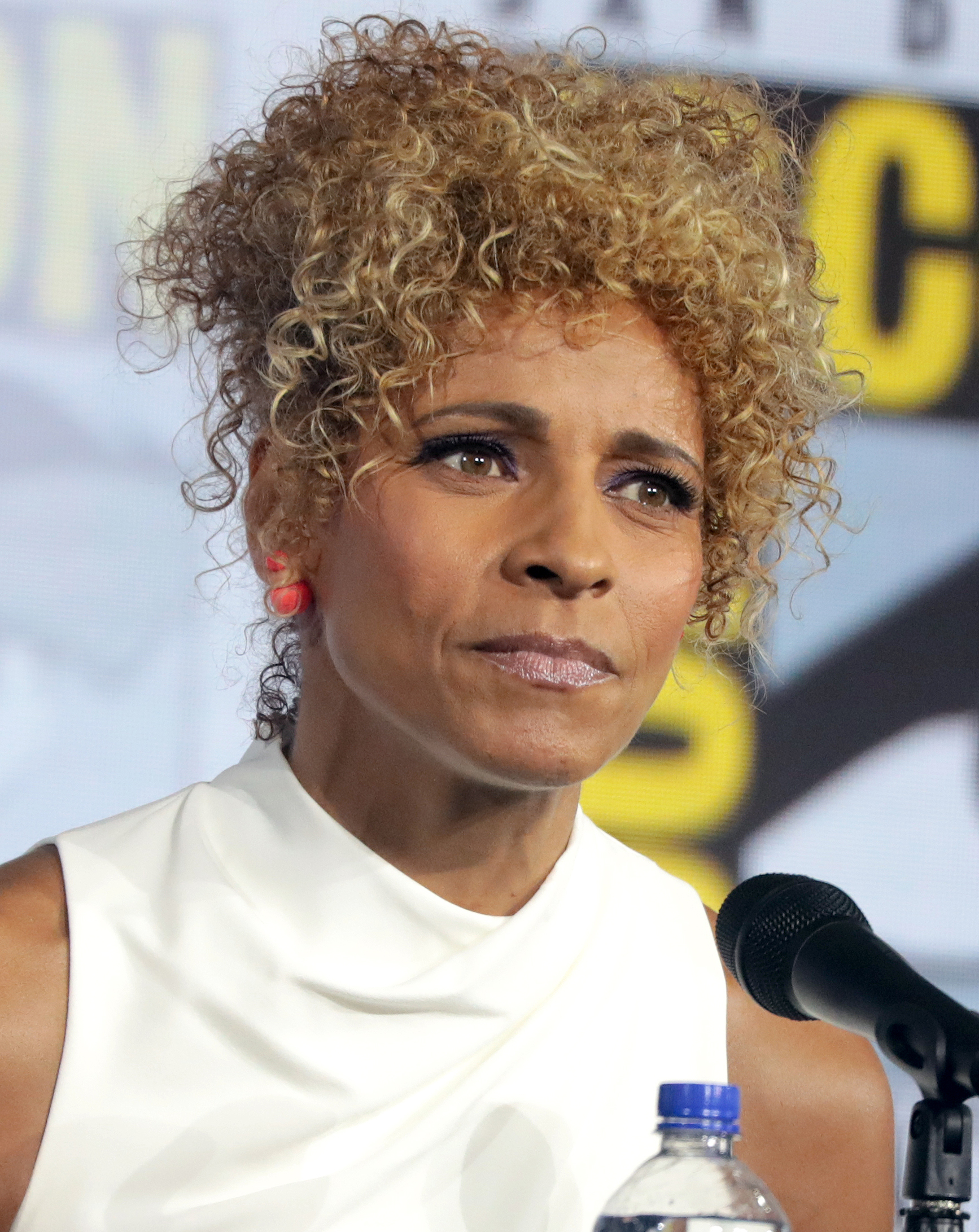
Michelle Hurd interpreta Ellen "Shepherd" Briggs
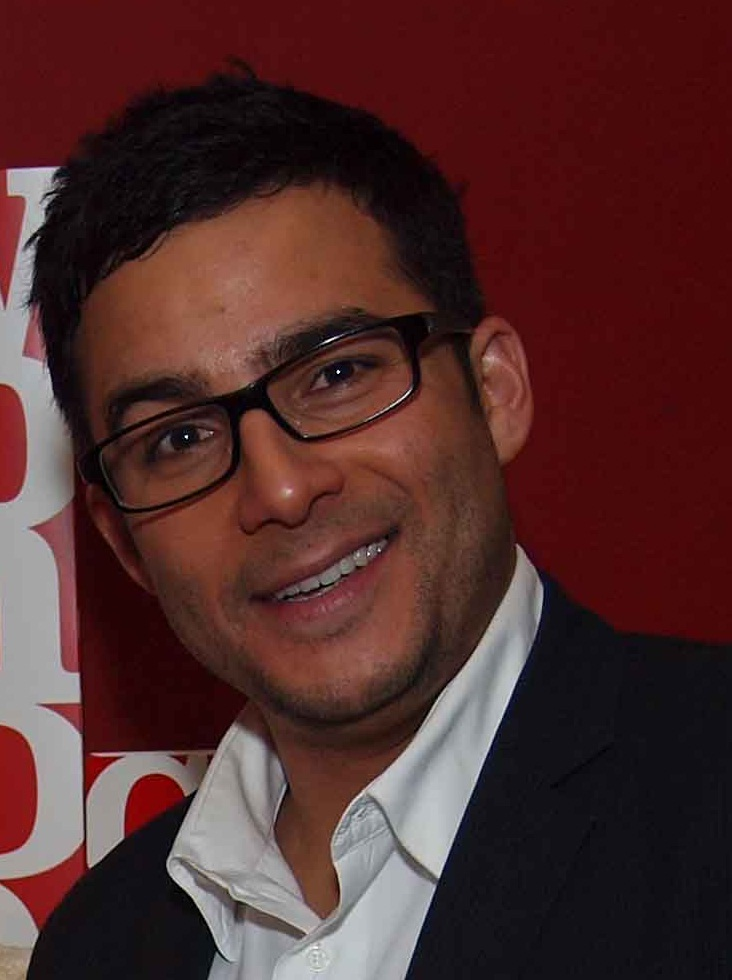
Ennis Esmer interpreta Rich.com (Gord Enver)
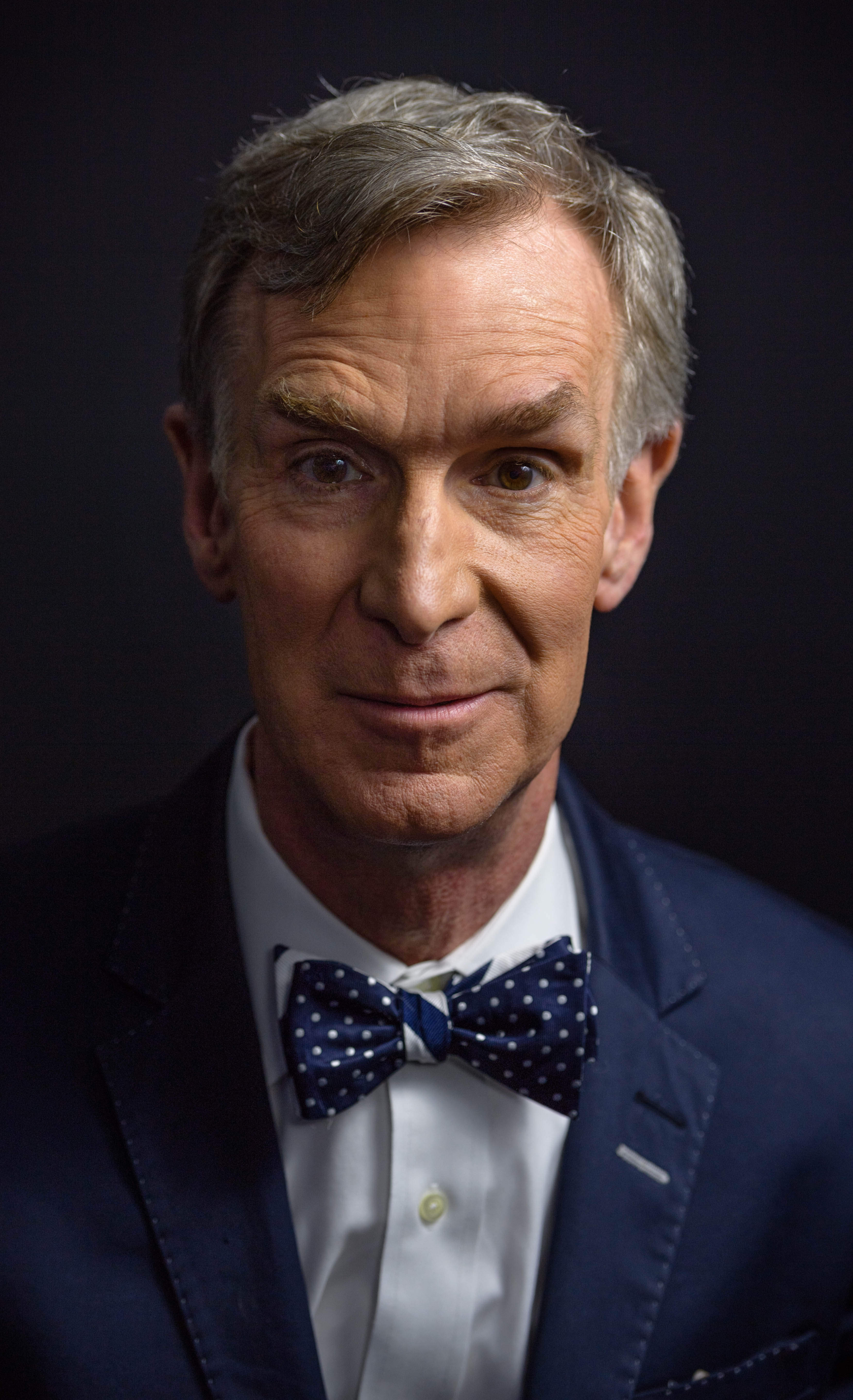
Bill Nye interpreta il padre di Patterson ed è una versione fittizia di sé stesso

### Personaggi ricorrenti
- Sarah Weller (stagione 1), interpretata da Jordana Spiro, doppiata da Chiara Gioncardi. 
Sorella di Kurt, separata con un figlio, Sawyer. Cerca di far riavvicinare Kurt con il padre in malato di cancro.
- Sawyer (stagione 1), interpretato da Logan Schuyler Smith. 
Figlio di Sarah e nipote di Kurt.
- Thomas "Tom" Carter (stagione 1), interpretato da Michael Gaston, doppiato da Massimo Lopez. 
Vice Direttore della CIA. È un uomo crudele e spietato che non si fa problemi a sporcarsi le mani pur di ottenere ciò che vuole. In passato ha avuto dei rapporti lavorativi con la direttrice Mayfair, di cui però non si sa nulla. Rapisce Jane torturandola per farsi dire tutto ciò che riguarda l'operazione Orione ma viene ucciso da Oscar.
- David Wagner (stagioni 1, guest stagione 3), interpretato da Joe Dinicol, doppiato da Davide Perino. 
Fidanzato di Patterson, è intelligente e perspicace quanto lei. Resto coinvolto nel caso dei tatuaggi che lo porteranno a morire per mano di una spia russa.
- Bill Weller (stagione 1, guest 5), interpretato da Jay O. Sanders, doppiato da Luca Biagini.
Padre di Kurt e Sarah. Da sempre accusato dal figlio di aver ucciso Taylor Shaw. Verso la fine della serie mentre sta morendo confessa al figlio di averla davvero uccisa rivelandogli il posto dove ha nascosto il corpo.
- Oscar (stagione 1, guest stagione 5), interpretato da François Arnaud, doppiato da Daniele Raffaeli. 
Uomo misterioso collegato al passato di Jane. Era il suo fidanzato ma quando Jane capisce che è stato lui a uccidere Markos e non Cade lo uccide prima che le cancelli nuovamente la memoria.
- Markos (stagione 1), interpretato da Johnny Whitworth, doppiato da Massimo De Ambrosis. 
Criminale legato al passato di Jane.
- Saúl Guerrero (stagione 1), interpretato da Lou Diamond Phillips, doppiato da Sandro Acerbo. 
Pericoloso gangster nonché il secondo criminale più ricercato dell'FBI coinvolto nell'operazione Daylight. Carter lo fa uccidere per eliminare ogni prova dell'operazione.
- Allison Knight (stagioni 1-2, 4-5), interpretata da Trieste Kelly Dunn, doppiata da Paola Majano.
Agente degli U.S. Marshal ed ex-ragazza di Kurt, che ama ancora e spera in una riconciliazione tra i due. Resterà incita della figlia di Kurt andando poi a vivere in Colorado dopo aver capito che non ci sarà più nulla tra loro due. Aiuta la squadra sopravvissuta a incastrare Madeline Burke.
- Jonas Fischer (stagione 1, guest 5), interpretato da John Hodgman, doppiato da Mauro Gravina.
Ispettore capo dell'Office of Professional Responsibility. Puntava a prendere il posto di Mayfair per poi scoprire che era una spia russa responsabile della morte di David Wagner.
- Boston Arliss Crab (stagioni 1-5), interpretato da Josh Dean, doppiato da Daniele Giuliani.
Abile hacker partner di Rich.com a cui è legato anche sentimentalmente. Oltre a essere un hacker è anche un esperto truffatore d'arte. Insieme a Keaton e a Allison Knight aiuta la squadra sopravvissuta a incastrare Madeline Burke.
- Sophia Varma (stagione 1), interpretata da Sarita Choudhury, doppiata da Roberta Greganti.
Direttore delle relazioni interne della Casa Bianca, è connessa con l'operazione Daylight, essendo l'ex-fidanzata di Mayfair. Suicidatasi dopo la rottura del rapporto con Mayfair. Si scopre essere ancora viva, salvata da Jane quando lavorava ancora con Shepherd.
- Donna Hollaran/Alexandra Harrison (stagione 1), interpretata da Eisa Davis, doppiata da Tiziana Avarista
Una donna di cui Mayfair si innamora follemente. Si rivela essere una giornalista investigativa assoldata da Oscar per incastrare Mayfair.
- Matthew Weitz (stagioni 1-5), interpretato da Aaron Abrams, doppiato da Davide Lepore.
Ambizioso procuratore distrettuale che indaga segretamente su Mayfair per negligenza. Nella quarta stagione, diventa il nuovo capo dell'FBI e nella quinta stagione muore durante la sparatoria tra gli uomini di Madeleine Burke e la squadra sopravvissuta in Islanda.
- Oliver Kind (stagione 2), interpretato da Jonathan Patrick Moore, doppiato da Lorenzo De Angelis. 
Specialista di conservazione dell'acqua e interesse amoroso di Jane. Dopo un'esperienza pericolosa lui e Jane si lasciano.
- Sam Pellington (stagioni 1-2, guest stagione 3), interpretato da Dylan Baker, doppiato da Ambrogio Colombo. 
Direttore dell'FBI, dalla morale incorruttibile e dall'estrema disciplina. Viene ucciso da Shepherd durante l'attacco a l'FBI.
- Jake Keaton (stagioni 2-5), interpretato da Chad Donella, doppiato da Alberto Bognanni.
Membro della CIA, spesso in contrasto con Weller e l'FBI. Dopo la morte di Carter diventa il nuovo vicedirettore della CIA e successivamente il Direttore. Nella quinta stagione aiuta la squadra a incastrare Madeline Burke, prima di iniziare a lavorare per lei dopo che è stato torturato da quest'ultima. Muore nel tentativo di uccidere la Burke e salvare Zapata.
- Dr. Karen Sun (stagione 2), interpretata da Li Jun Li, doppiata da Valeria Vidali.
Psichiatra che Nas fa entrare nell'FBI per analizzare la psiche di Roman. Fin dalla sua prima seduta con Roman è contraria a lasciarlo a l'FBI e consiglia di rinchiuderlo in una struttura psichiatrica.
- Eleanor Hirst (stagioni 2-3, guest 4), interpretata da Mary Stuart Masterson, doppiata da Barbara Castracane.
Nuovo assistente direttore dell'FBI. Si rivela una persona corrotta e pericolosa che arriva ad uccidere chiunque cerchi di ostacolarla. Era una delle pedine di Crawford.
- Blake Crawford (stagioni 3-4), interpretata da Tori Anderson, doppiata da Valentina Favazza.
Una ricca mondana impegnata in organizzazioni di beneficenza e aiuti umanitari che attira l'attenzione di Roman a Barcellona. Appena scopre la verità sull'identità di Roman lo uccide, poco dopo viene uccisa da Madeline Burke con del cianuro.
- Avery (stagione 3), interpretata da Kristina Reyes, doppiata da Roisin Nicosia.
Figlia di Jane, frutto di una gravidanza avuta da ragazza. Shepherd l'ha strappata a Jane quando era neonata dandola in adozione ma cresciuta scoperte le sue origini inizia a cercare la madre. Incontra Kurt a Berlino, mentre è alla ricerca di Jane.
- Hank Crawford (stagione 3), interpretato da David Morse, doppiato da Roberto Chevalier.
Uomo d'affari a capo di una cospirazione criminale, nonché padre di Blake Crawford. Roman si avvicina alla figlia per ucciderlo perché ha fondato l'orfanotrofio dove lui e Jane sono cresciuti. Alla fine viene ucciso da Jane stessa per far scappare Roman.
- Megan Butani (stagione 3, guest 5), interpretata da Reshma Shetty, doppiata da Francesca Manicone.
Giornalista investigativa e fidanzata di Reade. Aiuta la squadra a incastrare Madeline Burke diffondendo le notizie della sua colpevolezza.
- Padre di Patterson (stagione 4-5), interpretato da Bill Nye
Egli è il padre di Patterson ed membro del gruppo di studio della figlia. Egli aiuterà la figlia a decifrare i tatuaggi di Jane e, in questa occasione, Patterson svelerà ai suoi amici il suo vero nome.

## Produzione
Il 28 agosto 2014, la NBC ha acquistato il progetto di una serie sviluppata da Greg Berlanti e Martin Gero. Il 23 gennaio 2015 è stato ordinato l'episodio pilota diretto da Mark Pellington, che figura tra i produttori esecutivi della serie. La prima stagione è stata ufficialmente ordinata il 1º maggio 2015. Nell'ottobre 2015 la NBC ha ordinato nove ulteriori episodi, portando la prima stagione a un totale di 23 episodi. La serie è prodotta dalla Greg Berlanti Television e Warner Bros. Television.
Il 9 novembre 2015 la serie è stata rinnovata per una seconda stagione, il cui debutto è fissato per il 14 settembre 2016. Il 10 maggio 2017 NBC rinnova la serie per una terza stagione. Il calo di ascolti della terza stagione, per lo spostamento della messa in onda al venerdì sera, non ha compromesso il rinnovo per una quarta stagione annunciato il 10 maggio 2018 sull'account twitter di NBC. Quest'ultima vede il proprio debutto fissato per il 12 ottobre 2018. Il 10 maggio 2019, viene rinnovata per la quinta e ultima stagione.

## Distribuzione

### Trasmissione italiana
In Italia, la prima stagione viene trasmessa in prima visione su Italia 1, il primo episodio debutta il 10 maggio 2016, trasmesso in contemporanea anche su Italia 2, TOP Crime, La 5 e Mediaset Extra; la seconda stagione è trasmessa in prima visione e in contemporanea U.S.A sul canale pay Top Crime dal 28 settembre 2016. La terza stagione viene trasmessa dal 21 febbraio 2018 su Premium Crime, mentre in chiaro sul 20 dal 7 giugno 2019.

### Home video
In Italia l'edizione home video viene distribuita dalla Warner Bros. Entertainment Italia. Dal 6 dicembre 2016 è disponibile per il mercato digitale la prima stagione completa raccolta in cofanetto, sia in DVD, edizione da 5 dischi, che in Blu-Ray, edizione da 4 dischi. La seconda stagione viene rilasciata esattamente un anno dopo, il 6 dicembre 2017 sempre sia in versione DVD, da 5 dischi, che in Blu-Ray, da 4 dischi.

## Accoglienza
La serie è stata accolta positivamente dalla critica. Sull'aggregatore di recensioni Rotten Tomatoes la serie ha una percentuale di gradimento del 67% basata su 57 recensioni, con un voto medio di 6.4 su 10. Il commento del sito recita: "Blindspot si distingue per un mistero intrigante e una sufficiente quantità d'azione da portare lo spettatore a una necessaria sospensione dell'incredulità". Su Metacritic ha un voto di 65 su 100 basato su 32 recensioni.
Il primo episodio della serie è stato visto da 10.61 milioni di telespettatori con un rating 3.1 e uno share del 10%, risultando uno dei migliori debutti della stagione.

### Flashmob
Il 14 aprile 2016, alle 17:30 viene girato a Milano un flashmob che simula la prima scena della serie. Giorgia Bellanova, dopo 13 ore di trucco realizzato dal professore Leonardo Giacomo Borgese e dall'assistente Linda Aliprandi per emulare al meglio i tatuaggi della serie, viene lasciata in un borsone in Corso Vittorio Emanuele. Ne uscirà nuda e spaesata nel ruolo di Jane Doe, recandosi fino a piazza San Babila, scortata da fittizi agenti e infine soccorsa.

## Anagrammi, palindromi ed enigmi
I titoli degli episodi in lingua originale sono anagrammi, palindromi e codici che danno vita ad un messaggio nascosto, in linea con la natura enigmatica e misteriosa della serie.
Per la prima stagione tutti i titoli degli episodi sono anagrammi che compongono il seguente messaggio:
In case of emergency, follow these instructions:
Stay where you are.
Find a secure line to contact your handler.
Find what you need in almost the last place you look.
To begin the sequence, focus on the time, then wait for the address to your new safehouse. The final order will be revealed when it's filed away.»
In caso di emergenza, segui queste istruzioni:
Resta dove sei.
Trova una linea sicura per contattare il tuo responsabile.
Troverai l'occorrente nell'ultimo posto in cui guarderesti.
Per avviare la sequenza, concentrati sul tempo, poi aspetta l'indirizzo verso il tuo nuovo nascondiglio. L'ordine finale verrà rivelato ad archiviazione avvenuta.»
Nella seconda stagione invece solo i primi nove episodi sono anagrammi che celano il seguente messaggio:
L'FBI difende la Costituzione. L'esercito di Sheperd agisce solo per i suoi interessi. Quando i soldati attaccheranno, noi combatteremo. Proteggeremo la tua libertà»
Mentre tutti i restanti episodi sono dei palindromi la cui lettera centrale compone il messaggio "Kurt weller SOS", e dalla terza fino alla stagione conclusiva sono senza palindromi e anagrammi.